# ذا فيرست دسيندنت
ذا فيرست دسيندنت (بالإنجليزية: The First Descendant)‏ هي لعبة تقمص أدوار كثيفة اللاعبين على الإنترنت، صدرت في سنة 2024، وهي متوفرة على أجهزة مايكروسوفت ويندوز، بلاي ستيشن 5، بلاي ستيشن 4، إكس بوكس سيريس إكس/إس وإكس بوكس ون. اللعبة من تطوير ونشر الشركة الكورية نيكسون كو المحدودة.

## أسلوب اللعب
يأخذ اللاعب دور شخصيات "الأحفاد" وهم أشخاص بقدرات غامضة ويشكلون أمل البشرية في صد هجوم جنس فضائي معادي. في بداية اللعبة يتم تكليف اللاعب بتنفيذ عدة مهام في منطقة محددة على الخريطة، ومع تقدمه في تنفيذ المهام يتم فتح المزيد من المناطق على الخريطة. تتنوع المهمات ما بين الدفاع أو تدمير مصادر العدو أو هزيمة العمالقة.

## وصلات خارجية
- الموقع الرسمي